# Barbara Robinson
Barbara Robinson (* 24. Oktober 1927 in Portsmouth, Ohio; † 9. Juli 2013 in Berwyn, Pennsylvania) war eine US-amerikanische Schriftstellerin. Im deutschen Sprachraum ist sie vor allem durch ihr Kinderbuch Hilfe, die Herdmanns kommen! (Originaltitel: The Best Christmas Pageant Ever, 1972) bekannt geworden.

## Leben
Barbara Robinson wuchs in der kleinen Stadt Portsmouth, Ohio am Ohio River auf. Sie hat in Meadville (Pennsylvania) das Allegheny College besucht und mit einem Bachelor in Theaterwissenschaften abgeschlossen.
Ihre Mutter war Lehrerin und hat ihr Interesse an Büchern von klein auf gefördert, so dass sie schon sehr früh selbst zu schreiben begann. Neben ihren Kinderbüchern hat sie gelegentlich Gedichte sowie zahlreiche Kurzgeschichten für Magazine wie McCall’s und das Ladies Home Journal verfasst.
Barbara Robinson lebte bis zu ihrem Tod mit 85 Jahren in Berwyn, einem Vorort von Philadelphia in Pennsylvania, und war Mutter zweier Töchter.

## Bibliografie

### Kinder- und Jugendliteratur
- Across from Indian Shore. Illustrationen: Evaline Ness. Lothrop, Lee & Shepard, 1962
- Trace through the Forest. Lothrop, 1965.
- The Fattest Bear in the First Grade. Bilderbuch, illus. Cyndy Szekeres. Random House, 1969.
- Temporary Times, Temporary Places. Harper & Row, 1982.
- My Brother Louis Measures Worms and Other Louis Stories. Harper & Row, New York NY 1988. ISBN 0-06-025082-8.

### Die Herdmanns (Reihe)
- The Best Christmas Pageant Ever. Harper & Row, New York NY 1972, ISBN 0-06-440275-4.

Hilfe, die Herdmanns kommen!. Deutsch von Nele Maar und Paul Maar. Oetinger, Hamburg 1974, ISBN 3-7891-1989-X.
Hilfe, die Herdmanns kommen!. Carlsen, Hamburg 2017, ISBN 978-3-8415-0434-0.
- The Worst Best School Year Ever. HarperCollins, New York NY 1994, ISBN 0-06-023039-8.

Vorsicht, die Herdmanns schon wieder. Deutsch von Kristina Kreuzer. Oetinger, Hamburg 2010, ISBN 978-3-7891-4617-6.
- The Worst Best Halloween Ever. HarperCollins, New York NY 2004, ISBN 0-06-027862-5.

Achtung, die Herdmanns sind zurück. Deutsch von Andreas Steinhöfel, Oetinger, Hamburg 2008, ISBN 978-3-7891-4614-5.

### Verfilmung
- The Best Christmas Pageant Ever (TV), 1983;[2] Robinson schrieb für diese Produktion auch das Drehbuch.